# Arnaud-Guilhem
Arnaud-Guilhem è un comune francese di 211 abitanti situato nel dipartimento dell'Alta Garonna nella regione dell'Occitania.

## Società

### Evoluzione demografica
Abitanti censiti